# Влахи (хорваты)
Вла́хи (хорв. vlahi; нем. Walachen; венг. oláhok) — одна из групп субэтнической общности градищанских хорватов, населяющая вместе с группой штоев южную часть федеральной земли Бургенланд (Градище) в Австрии. Наряду с влахами общность градищанцев составляют также группы хатов, полянцев, долинцев, штоев и моравских хорватов. В быту влахи используют говоры штокавского наречия. В прошлом влахи отличались от остальных групп градищанских хорватов по способу ведения хозяйства, занимаясь в основном скотоводством.

## Область расселения
Область расселения влахов — исторический регион Влахия в австрийском Бургенланде. К северу от влахов расположены селения долинцев, к югу — селения штоев.
К влашским населённым пунктам относят сёла общины Вайден-бай-Рехниц: Рауригель (нем. Rauhriegel, хорв. Rorigljin), Аллерсграбен (нем. Allersgraben, хорв. Širokani), Аллерсдорф (нем. Allersdorf, хорв. Ključarevci), Оберподгория (нем. Oberpodgoria, хорв. Podgorje), Унтерподгория (нем. Unterpodgoria, хорв. Bošnjakov Brig), Парапатичберг (нем. Parapatitschberg, хорв. Parapatićev Brig), Румперсдорф (нем. Rumpersdorf, хорв. Rupišće), Подлер (нем. Podler, хорв. Poljanci), Мёнхмайерхоф (нем. Mönchmeierhof, хорв. Marof) и Вайден-бай-Рехниц (нем. Weiden bei Rechnitz, хорв. Bandol); село Альтодис (нем. Althodis, хорв. Stari Hodaš) общины Маркт-Нойходис и село Шпитциккен (нем. Spitzzicken, хорв. Hrvatski Cikljin) общины Ротентурм-ан-дер-Пинка.

## Происхождение и история
Группа влахов, как и остальные группы градищанцев, сформировалась в XVI веке в процессе миграций хорватского населения из Хорватии в опустевшие после турецкого вторжения земли Западной Венгрии (современный австрийский Бургенланд). Предки влахов представляли собой несколько семей хорватов, занимавшихся в основном пастушеством. Они покинули хорватские земли к югу от слияния рек Уны и Савы в 1540 году и основали несколько сёл в Южном Градище. На новом месте расселения эту группу хорватов стали называть влахи. Единого мнения о происхождении влашской группы градищанцев не существует. По одной из версий, предки влахов имели романское происхождение и именовались влахами ещё до переселения из Хорватии. По другой версии, их предками были ускоки. Возможно, также, что влахи имели смешанное происхождение. До XVIII века основным занятием влахов было скотоводство, что отличало их от остальных, преимущественно земледельческих групп градищанских хорватов. В дальнейшем тип ведения хозяйства влахов и остальных градищанцев во многом сблизился.

## Язык
Помимо происхождения влахи выделяются среди остальных градищанцев также по диалектным особенностям. В отличие от большей части градищанских хорватов, говорящих на чакавском наречии, влахи используют в быту говоры штокавского наречия. На штокавском говорят также соседи влахов штои, но в отличие от говоров штоев, заимствовавших значительное число черт из чакавского наречия, говоры влахов менее всего подверглись влиянию других хорватских диалектных групп. Для говоров влахов характерны икавский тип произношения и наличие сочетаний согласных šć и žʒ́ на месте праславянских *stj и *zdj.